# Big Bengt
Bengt Tage Erling Erlandsson, känd som "Big Bengt", född 10 oktober 1922 i Kulltorps socken, Gnosjö kommun, Jönköpings län, död 21 mars 2016, var en svensk entreprenör. Han grundade temaparken High Chaparral.
Erlandsson, som tidigt bedrev handel med begagnade maskiner i Brännehylte, började 1966 på ett intilliggande område att bygga den anläggning som utvecklades till nöjesparken High Chaparral med westerntema.

## Filmografi
- 1977 – The Frozen Star (roll och producent)[3]